# Jonker JS1
Jonker JS1 Revelation und Jonker JS1-TJ Jet Sustainer sind einsitzige Segelflugzeuge der FAI 18m-Klasse aus mit Glas-, Kohlenstoff- und Aramidfasern („Kevlar“) verstärktem Kunststoff. Der Nachfolger Jonker JS1-C Revelation besitzt eine um drei Meter verlängerte Spannweite und fliegt somit in der Offenen Klasse.

## Geschichte
Der südafrikanische Hersteller der Flugzeuge, Jonker Sailplanes, wurde 2004 von den beiden Brüdern Attie und Uys Jonker gegründet. Der Jungfernflug der JS1 fand am 12. Dezember 2006 statt, die JS1-C hob am 22. März 2012 das erste Mal ab. Konstrukteur der JS1 ist Attie Jonker, das Flächenprofil wurde von Johan Bosman in Zusammenarbeit mit der TU Delft entwickelt.

## Technik
Der viergeteilte Flügel ist über die volle Spannweite mit Flaperons ausgestattet, hat Winglets sowie dreistöckige Schempp-Hirth-Bremsklappen. Das Flugzeug ist für den Leistungsflug und eine optionale Ausstattung mit einem Triebwerk ausgelegt. Einige konstruktive Besonderheiten sind:
- Blasturbulatoren in den Tragflächen zur Widerstandsminimierung.
- Das Flügelprofil wurde eigens für diese Baureihe entworfen und hat eine maximale relative Dicke von nur 12,7 %[3].
- Patentierte Cockpitabsaugung „JS Louvred Air Extractor“[4]
- Ein Turbinenantrieb als „Flautenschieber“ für die JS1-TJ.

## Nutzung
Im Jahr 2008 gewann Attie Jonker die 18-Meter-Klasse bei den „South African National Championships“ mit einer JS1 Revelation. Seitdem wurden jährlich (Stand: März 2014) nationale und internationale Wettbewerbe gewonnen oder auf den vordersten Plätzen beendet.

## Zwischenfälle
Am 29. April 2012 stürzte eine Jonker JS1-B in den USA ab, nachdem der Pilot in der Luft die Kontrolle über das Seitenruder verlor. Er konnte sich mit dem Fallschirm retten.

## Technische Daten
| Kenngröße                             | JS1 Revelation (A/B)           | JS1 C                          |
| ------------------------------------- | ------------------------------ | ------------------------------ |
| Besatzung                             | 1                              | 1                              |
| Spannweite                            | 18 m                           | 21 m                           |
| Flügelfläche                          | 11,1 m²                        | 12,25 m²                       |
| Flügelstreckung                       | 29                             | 36                             |
| Profil                                | JS-02-127 T12 in 6 Variationen | JS-02-127 T12 in 6 Variationen |
| Rumpflänge                            | 7,165 m                        | 7,165 m                        |
| Leermasse mit Mindestausrüstung       | 280 kg                         |                                |
| Wasserballast                         | 200 kg                         |                                |
| max. Startmasse                       | 600 kg                         | 720 kg                         |
| max. Flächenbelastung                 | 53,6 kg/m²                     | 58,7 kg/m²                     |
| min. Flächenbelastung                 | 34,1 kg/m²                     | 32,6 kg/m²                     |
| Höchstgeschwindigkeit                 | 290 km/h                       | 270 km/h                       |
| Manövergeschwindigkeit                | 203 km/h                       | 203 km/h                       |
| Mindestgeschwindigkeit                | 75 km/h                        |                                |
| Geringstes Sinken                     | 0,5 m/s                        | 0,48 m/s                       |
| Gleitzahl                             | 53                             | 63                             |
| Segelflug-Index, DAeC-Indexliste 2017 | 121                            | 127                            |